# Алфред Фаулер
Алфред Фаулер, члан Краљевског астрономског друштва (22. март 1868. Јоркшир - 24. јун 1940) био је енглески астроном. Немојте га помешати са америчким астрофизичарем Вилијамом Алфредом Фовлером.
Рођен је у Јоркширу и школовао се у Лондонској нормалној научној школи која је касније апсорбована у Империјал Колеџ у Лондону.
Постављен је за Инструктора (касније Асистента професора) за астрофизику на Империјал Колеџу и радио је тамо до своје смрти. Био је експерт на пољу стетоскопије. Био је један од троје који је открио да је температура сунчане мрље мања од температуре области која је окружује.
Изабран је за члана Краљевског астрономског друштва 1910. године, на шта указује његов цитат:
"Помоћник Краљевског научног колеџа. Асистент професора физике (Одељак за астрофизику) Империјал Колеџа и Технологије. Истакнут због својих доприноса астрономској физици стетоскопским опсервацијама еклипсе, сунчаних мрља и експерименталним истраживањима. Помоћник у опсервацијама тоталне еклипсе Сунца са Норманом Локјером 1893, 1896, 1898, 1900. године.
Фаулер је био председник Краљевског астрономског друштва од 1919. до 1921. године, а преминуо је у Лондону 1940. године.

## Заслуге
Награде
- Златна медаља Краљевског астрономског друштва (1915)
- Краљевска медаља (1918)
- Члан Краљевског астрономског друштва[1]
- Хенри Драпер медаља коју је уручила Национална научна академија Сједињених Америчких Држава (1920)[2]
- Брус медаља (1934)

Названо по њему
- Месечев кратер Фовлер.

## Објављени радови
- Спектар металних лукова ;
- Формуле за серије спектра ;
- Спектар Анатаријских звезда у релацији са титанским спектром (1904);
- Опсервације спектра сунчаних мрља, регион Ц до Д (1905);
- Spectroscopic Observations of the Great Sunspot (1905);
- Потпуна соларна еклипса, 30. август 1905.(with H L Callendar) (1905);
- Космичке линије и њихово понашање у спектру сунчаних мрљa (1906);
- Опсервације и дискусија спектра сунчаних мрља, регион Б до Е (1906);
- Повећање линија гвожља у регионима од Ф до Ц, и белешка о силикону у хромосфери (1906);
- Спектар титанијум оксида (1907);
- Порекло неких сунчаних мрља (1907);
- Извештај на тему спектра сунчаних мрља (1908);
- Спектар скандијума и његова повезаност са селарним спектром (1908);

### Читуље
- ApJ 94  (1941): 1
- MNRAS 101  (1941): 132
- Obs 63  (1940): 262
- PASP 52  (1940): 301 (one paragraph)